# Pseudopaludicola hyleaustralis
Pseudopaludicola hyleaustralis es una especie de anfibio anuro de la familia Leptodactylidae.

## Distribución geográfica
Esta especie es endémica de Mato Grosso en Brasil. Se encuentra en los municipios de Colniza, Alta Floresta, Nova Bandeirantes y Aripuanã.

## Publicación original
- Pansonato, Morais, Avila, Kawashita-Ribeiro, Strüssmann & Martins, 2012: A new species of Pseudopaludicola Miranda-Ribeiro, 1926 (Anura: Leiuperidae) from the state of Mato Grosso, Brazil, with comments on the geographic distribution of Pseudopaludicola canga Giaretta & Kokubum, 2003. Zootaxa, n.º 3523, p. 49-58.[2]